# كاميلو كولا
كاميلو كولا (26 يوليو 1923 - 29 مايو 2021) سياسي برازيلي وعضو في حزب الحركة الديمقراطية. عمل في مجلس النواب بين عامي 2007 و2015.
توفي كولا في كاتشويرو دي إيتابيميريم في 29 مايو 2021 ، عن عمر يناهز 97 عامًا.